# نادي جمهوري
نادي جمهوري الرياضي، هو نادي كرة قدم يقع مقره في جزيرة بمبا، زنجبار.
تأسس نادي جمهوري عام 1953، وكان يسمى آنذاك نادي برغش الرياضي (نسبةً إلى السلطان برغش). وبعد ثورة زنجبار عام 1964، غُيير الاسم إلى جمهوري.
الفريق المنافس الرئيسي لفريق جمهوري هو فريق مدرسة موينغي الثانوية Mwenge S. C. حيث يقع كلا الفريقين في بلدة ويتي. كان فريق جمهوري أول فريق من جزيرة بمبا يتوج بطلاً للدوري الزنجباري الممتاز.

## الإنجازات
- دوري زنجبار الممتاز : 1

2003
- كأس مابيندوزي : 1[2]

1998

## الأداء في مسابقات الكاف
- كأس الكونفيدرالية الإفريقية: مباراة واحدة

كأس الكونفيدرالية الإفريقية 2012 –

## روابط خارجية
- Team profile – footballzz.com